# Rolla Township (Missouri)
Rolla Township est un ancien township, situé dans le comté de Phelps, dans le Missouri, aux États-Unis,.
Le township est baptisé en référence à la ville de Rolla.